# سبعه کاشفیه
سَبعهٔ کاشفیه یا اختیارات‌النّجوم یا اختیارات نجوم هفت رسالهٔ مستقل از حسین واعظ کاشفی دربارهٔ نجوم نجوم احکامی (در مقابل «نجوم ریاضی») هستند که غیاث‌الدین خواندمیر مجموعهٔ آن‌ها را یکی از هفت اثرِ مشهورِ کاشفی در زمان حیات او دانسته‌است.
نام رساله‌ها به‌ترتیب عبارتند از:
1. مواهب زحل
2. مَیامِن المشتری
3. قَواطِع‌المریخ
4. لوامع‌الشمس
5. مَباهِج‌الزهرة
6. مناهج‌العُطارِد
7. لوائح‌القمر

در این میان، رسالهٔ آخر از همه مشهورتر است؛ تا جایی که فخرالدین علی صفی، پسر کاشفی، به هنگام معرفی آثار پدر، تنها از لوائح‌القمر به‌عنوان کتابی مستقل نام برده‌است.